# KVV Duffel
KVV Duffel is een Belgische voetbalclub uit Duffel. De club is aangesloten bij de KBVB met stamnummer 6461 en heeft geel en zwart als clubkleuren.

## Geschiedenis
Sinds de eerste helft van de 20ste eeuw speelde in Duffel al voetbalclub FC Duffel (nu SC Duffel), bij de KBVB aangesloten met stamnummer 284. Die club speelde meerdere seizoenen in de nationale reeksen.
In het voorjaar 1954 ontstond in Duffel in het gehucht Mijlstraat een caféploegje met de naam FC Mijlstraat. Later dat jaar ging men samen met FC Anderstad, een andere lokale ploeg van de melkerij aan de Anderstad in Lier. De naam van de club werd Vlug & Vrij Duffel-Mijlstraat. In 1955 schreef de club zich in bij amateurvoetbalverbond het Liers Voetbalverbond en ging er in competitie spelen. In 1958 stapte men over naar een ander voetbalverbond, namelijk de Koninklijke Belgische Liefhebbersvoetbalbond (KBLVB).
In 1961 maakte men uiteindelijk de overstap naar de Belgische Voetbalbond onder stamnummer 6461. Het achtervoegsel "Mijlstraat" verdween van de naam en de club nam definitief geel en zwart als kleuren aan. VV Duffel ging van start in de laagste provinciale reeks, in die tijd Derde Provinciale. In 1962 werd VV Duffel een vzw.
In 1972 werd een nieuwe infrastructuur in de Heidestraat ingewijd. De club belandde dat jaar in Vierde Provinciale, het nieuwe laagste provinciale niveau. De club ging de volgende jaren heel wat op en neer tussen Derde en Vierde Provinciale.
In 2015 promoveerde KVV Duffel voor het eerst in hun bestaan naar Eerste Provinciale, dit gebeurde na twee promoties in drie jaar tijd. Voordien vertoefde de ploeg afwisselend in Derde en Tweede Provinciale.
Nu spelen ze terug in Vierde Provinciale.